# نيلسون إس. بوند
نيلسون إس. بوند (بالإنجليزية: Nelson S. Bond)‏ (23 نوفمبر 1908، سكرانتون في الولايات المتحدة - 4 نوفمبر 2006، روانوك في الولايات المتحدة)؛ كاتِب ومؤلِّف، كاتب سيناريو وروائي أمريكي. درس في جامعة مارشال.

## روابط خارجية
- نيلسون إس. بوند على موقع IMDb (الإنجليزية)